# Carcelia brevicaudata
Carcelia brevicaudata är en tvåvingeart som beskrevs av Chao och Zhou 1992. Carcelia brevicaudata ingår i släktet Carcelia och familjen parasitflugor.
Artens utbredningsområde är Hunan (Kina). Inga underarter finns listade i Catalogue of Life.